# Tania Detomas
Tania Detomas (10 augustus 1985) is een Italiaanse snowboarder . Ze werd geboren in Cavalese. Ze nam deel aan de Olympische Winterspelen van 2006, in de halfpipe.